# Metrioptera buyssoni
Metrioptera buyssoni is een rechtvleugelig insect uit de familie sabelsprinkhanen (Tettigoniidae). De wetenschappelijke naam van deze soort is voor het eerst geldig gepubliceerd in 1887 door Saulcy.
1. ↑  (en) Metrioptera buyssoni op de IUCN Red List of Threatened Species.